# Меморіал «Загиблим воїнам-інтернаціоналістам» (Суми)
Меморіал «Загиблим воїнам-інтернаціоналістам» у Сумах було відкрито 25 грудня 2004 року біля інституту ракетних військ і артилерії.
Меморіал присвячений 123 воїнам Збройних сил СРСР, загиблим в Афганістані в 1979—1989 роках, і приурочений до 15 річниці виведення Радянських військ з цієї країни. Біля підніжжя пам'ятника закладена капсула з афганською землею, привезеною ще наприкінці 1980-х з місць бойових дій. На мармурових плитах вигравійовано 123 прізвища сум'ян, загиблих в Афганістані. В сквері поряд з меморіалом встановлено три одиниці бронетехніки і один військовий літак часів війни 1979—1989 років в Афганістані.